# 趙斗淳 (政治家)
趙斗淳（：／，1796年—1870年），字元七，號心菴。本貫楊州趙氏，朝鮮王朝文臣。
純祖在位期間文科及第，歷任奎章閣待教、大司成、副提學、吏曹參議。1835年任同知副使，此後任禮曹參判、吏曹參判、黃海道觀察使、漢城府判尹等職。
1849年任藝文館大提學，參與編纂《憲宗實錄》。此後歷任工曹判書、刑曹判書、兵曹判書、吏曹判書、右議政、左議政。
1862年，因三政紊亂，百姓無法忍受苛酷的壓榨，各地爆發民變。朝廷下令設置釐整廳，任命趙斗淳為總裁，對三政全力改革。
1863年哲宗去世後，趙斗淳積極主張推戴李命福（後來的高宗）繼承大統，得到趙大妃和興宣大院君的絕對信任。
1864年任《哲宗實錄》的編纂總裁，升領議政。任內奉命編纂《大典會通》、恢復了三軍府。他奉興宣大院君之命鎮壓天主教，並以景福宮營建都監都提調的身份重建景福宮。死後諡號文獻。